# Uesugi Kagetora
Uesugi Kagetora (上杉景虎 (Thượng Sam Cảnh Hổ) Uesugi Kagetora, 1552–1579) có tên thật là Hojo Ujihide, là con trai thứ 7 của Hōjō Ujiyasu và được nhận là con nuôi của Uesugi Kenshin. Năm 1569, ông đã cưới em gái của Uesugi Kagekatsu, đổi thành họ  Uesugi. Tuy nhiên, năm 1578, sau cái chết của Kenshin, 2 đứa con nuôi lao vào tranh giành quyền lực và 1 năm sau đó, Kagetora tự sát, Kagekatsu đã chính thức trở thành người lãnh đạo của dòng họ Uesugi.